# 惠州日报
《惠州日报》是中国广东省惠州市的一份报章，亦是中国共产党惠州市委员会的机关报，由惠州报业传媒集团拥有，标语为“主流媒体，权威报道”。
该报的前身为1949年10月16日创刊的《东江日报》，后数易其名，亦历经两次停刊复刊，于1993年10月1日更为现名。

## 概要及沿革

### 《东江日报》《东江报》及《东江农民报》时期
1949年10月16日，即中国人民解放军进驻惠州次日，《东江日报》创刊，为中国共产党东江专区委员会机关报，报社设置于现今惠州宾馆的望湖楼。报纸创刊号刊登惠州市军事管制委员会的通告，宣传中国共产党及中国人民解放军政策，并报道第二次国共内战华南前线战况，发行量约6000份，并于发行后一小时内售罄。
该报每日发行，4开4版，主要报道本地新闻，亦有提供国内外重要新闻，另设主要刊登本地人士创作的作品的文艺副刊，以及解答政策、生产生活方面的疑问的《社会服务台》栏目。
1950年7月，报纸更名为《东江报》，但又于次年2月复名《东江日报》。
1952年1月，该报再次更名为《东江农民报》。同年12月，东江专区与潮汕专区、兴梅专区合并为粤东行政区，该报随之停办，并合并至《粤东农民报》。

### 《惠阳报》时期
1972年2月1日，原中国共产党惠阳县委员会机关报《惠阳报》（1956年4月1日以《惠阳农民报》名义创办，同年10月更为该名称，1961年2月10日停办）由中国共产党惠阳地区委员会接办并恢复出版，置报社于环城西路地委机关大院八角亭前。报纸仍为4开4版，每周发行两期，初期于周二、周六出版，后期改为周三、周六出版。报纸面向惠阳地区下辖的1市12县发行，日发行量10余万份，每份售价为人民币2分。
1975年12月31日，该报再次停刊。

### 《东江报》复刊及《惠州报》时期
1986年5月1日，《惠阳报》更名为《东江报》并复刊，迁社址至荔浦风清宿舍，每周仍发行两期。报纸仍为4开4版，首两版报道本地及国内外重要新闻，第三版则刊登惠阳地委各战线消息，第四版设为文艺副刊及文摘专栏。
1990年10月，该报更名为《惠州报》，为中国共产党惠州市委员会机关报，社址迁惠州市委上院八角亭。
1991年1月，该报改为每周发行三期。1992年1月，再改为每周发行四期，并由小报转为大报。

### 《惠州日报》时期
1993年10月1日，《惠州报》正式更名为《惠州日报》，并迁社址至荔晴园，仍为4开4版大报。该报由每周发行四期改为每日出版的时间尚不可考。
1994年2月9日，该报首次出版彩色报纸，其后不定期发行彩色版。
1997年1月1日，该报发行方式改为自办发行。6月，该报进行扩版，每周出版四期8版报纸及三期4版报纸，以适应惠州经济发展。11月，该报确立“日报方针，晚报风格”之方针，每周交替推出多种类型的专版、专栏。12月，该报再改为每周出版五期8版报纸及两期4版报纸。
1998年4月，《惠州日报》推出线上版本。5月，该报每周六、周日均出版彩色报纸；5月23日起，每日均出版8版报纸。11月，报纸进行改版，扩大新闻版面容量。
2000年1月，该报再进行扩版，每周一、三、五均出版12版报纸，其余日子仍出版8版报纸。6月1日，每周一至五均出版12版报纸。
2001年9月1日，该报开始增大正文字号，并调整标题版式，以便读者查阅。12月1日，每日均出版彩色报纸，并调整版次为A、B、C类版。
2003年3月31日，该报于2002年1月开工的新报馆落成并投入使用。
2005年7月26日，该报再次进行改扩版，改扩版后每周一、周五出版20版报纸，周二至周四出版16版报纸，周末出版8版报纸。
2006年，惠州新闻网开始上载该报的PDF版本。同年6月20日，该报与中国移动及广州鼎讯科技有限公司合作推出手机版本。
2008年，该报对服务性版面进行改版，增加行业新闻报道量，减少软广告。
2012年12月27日，中国共产党惠州市委员会常委会议审定《惠州日报》改版方案，包括增设封面导读版及规范时政报道、增加民生新闻题材等内容。2013年1月1日，该报调整了版头样式；4日，工作日版报纸再扩充4个版，其中两版设为封面，首版用于刊登目录，次版刊登评论文章及服务信息。
2013年10月，该报由位于文华一路的报业传媒大厦迁入位于三新的惠州报业传媒集团全媒体产业基地办公。
2018年11月21日，该报出版第10000期报纸。12月1日，该报再次进行改版，调整报头配色，并在该处增加惠州报业传媒集团旗下各新媒体平台的标识及二维码信息，但同时取消封面版次。

## 版面设置
通常情况下，《惠州日报》每周一至五出版8-12版报纸，周末法定节假日期间为4版；特殊地，如当日有特别版面出版，则版面数量可达到16版或更多。2019年起，该报曾在春节假期后半段休刊，但在2020年后，该报为加强新冠肺炎疫情报道工作而取消该安排。
目前该报通常设置如下板块：
- 《要闻》：每日刊出，主要刊登惠州市内重点新闻及时政新闻，并转发新华社刊发的国内重点新闻，有时亦转发新华社、《人民日报》及《南方日报》的评论文章
- 《深读》：工作日不定时刊出，以重点新闻、统计数据等方面的解析、评论为主
- 《民生》：工作日不定时刊出，登载惠州市内民生新闻
- 《双区驱动》：工作日不定时刊出，登载粤港澳大湾区重点新闻
- 《康养》：工作日不定时刊出，登载健康、医疗方面的资讯
- 《影像》：工作日不定时刊出，以组图形式呈现特定主题
- 《理论》：工作日不定时刊出，登载惠州市党政系统人士投稿的政论文章
- 《人物》：工作日不定时刊出，登载特定惠州市或惠州籍人物事迹或专访
- 《教育》：工作日不定时刊出，登载教育方面的新闻及知识
- 《惠城教育》：工作日不定时刊出，登载惠城区教育系统动态；该栏目与惠城区教育局联办
- 《文化》：不定时刊出，登载惠州市内文化艺术新闻或转发新华社刊发的国内外文艺要闻
- 《专题》：不定时刊出，为对特定事业单位或特定事件的专门报道
- 《书苑》：不定时刊出，登载新书简介及书评
- 《西湖》：不定时刊出，登载本地人士投稿的文学作品
- 《体育》：工作日不定时刊出，登载惠州市内体育新闻或转发新华社刊发的国内外体育要闻
- 《旅游》：工作日不定时刊出，登载惠州日报国际旅行社有限公司的旅游产品及活动
- 《楼市》：工作日不定时刊出，登载惠州市房地产方面的新闻
- 《金融》：不定时刊出，登载财经、消费、理财类新闻
- 《东江智库》：工作日不定时刊出，登载调研报告；该版与惠州报业传媒集团东江创新发展研究院联办
- 《普法月刊》：每月刊出一次，登载司法系统动态、法律知识及典型判例；该栏目与惠州市司法局、惠州市普法办公室联办
- 《反腐前线》：每月刊出一次，登载纪律、检查、监察系统动态
- 《县区新闻》：工作日刊出，每日2-3版，登载特定县区近期重点新闻；出版时，“县区”会被替换为对应的县区名称；该版与对应县区的党委、政府联办
- 《龙门乡村》：每月刊出2次，每次4版，选取龙门县2个行政村进行详尽介绍；该版与中国共产党龙门县委员会、龙门县人民政府、惠州市作家协会、龙门县融媒体中心联办

## 附属报章

### 小惠同学
《惠州日报·小惠同学》，前身为《东江时报》的《东时教育》版块，是《惠州日报》的一份附属报章，由惠州市教育局与惠州报业传媒集团合办，面向惠州市小学生发行，于2018年12月14日试刊。现时，该报在惠州市小学开学期间于每星期四出版16版报纸；寒暑假放假期间，每次假期仅出版一次特刊。该刊每期有10-12版被用于刊登学生作文，余下版块则刊载校园新闻、人物、惠报小记者活动等内容。